# Oscinisoma ussuriense
Oscinisoma ussuriense är en tvåvingeart som beskrevs av Nartshuk 1973. Oscinisoma ussuriense ingår i släktet Oscinisoma och familjen fritflugor. Inga underarter finns listade i Catalogue of Life.